# Diecezja Ngaoundéré
Diecezja Ngaoundéré – diecezja rzymskokatolicka w Kamerunie. Powstała w 1982.

## Biskupi diecezjalni
- bp Jean-Marie-Joseph-Augustin Pasquier, O.M.I. (1982 – 2000)
- bp Joseph Djida, O.M.I. (2000 – 2015)
- bp Emmanuel Abbo (od 2016)